# Brion (Vienne)
Brion é uma comuna francesa na região administrativa da Nova Aquitânia, no departamento de Vienne. Estende-se por uma área de 16,08 km². Em 2010 a comuna tinha 230 habitantes (densidade: 14,3 hab./km²).